# Villazala
Villazala là một đô thị trong tỉnh León, Castile và León, Tây Ban Nha. Theo điều tra dân số 2004 (INE), đô thị này có dân số là 962 người.